# Турун мінливий

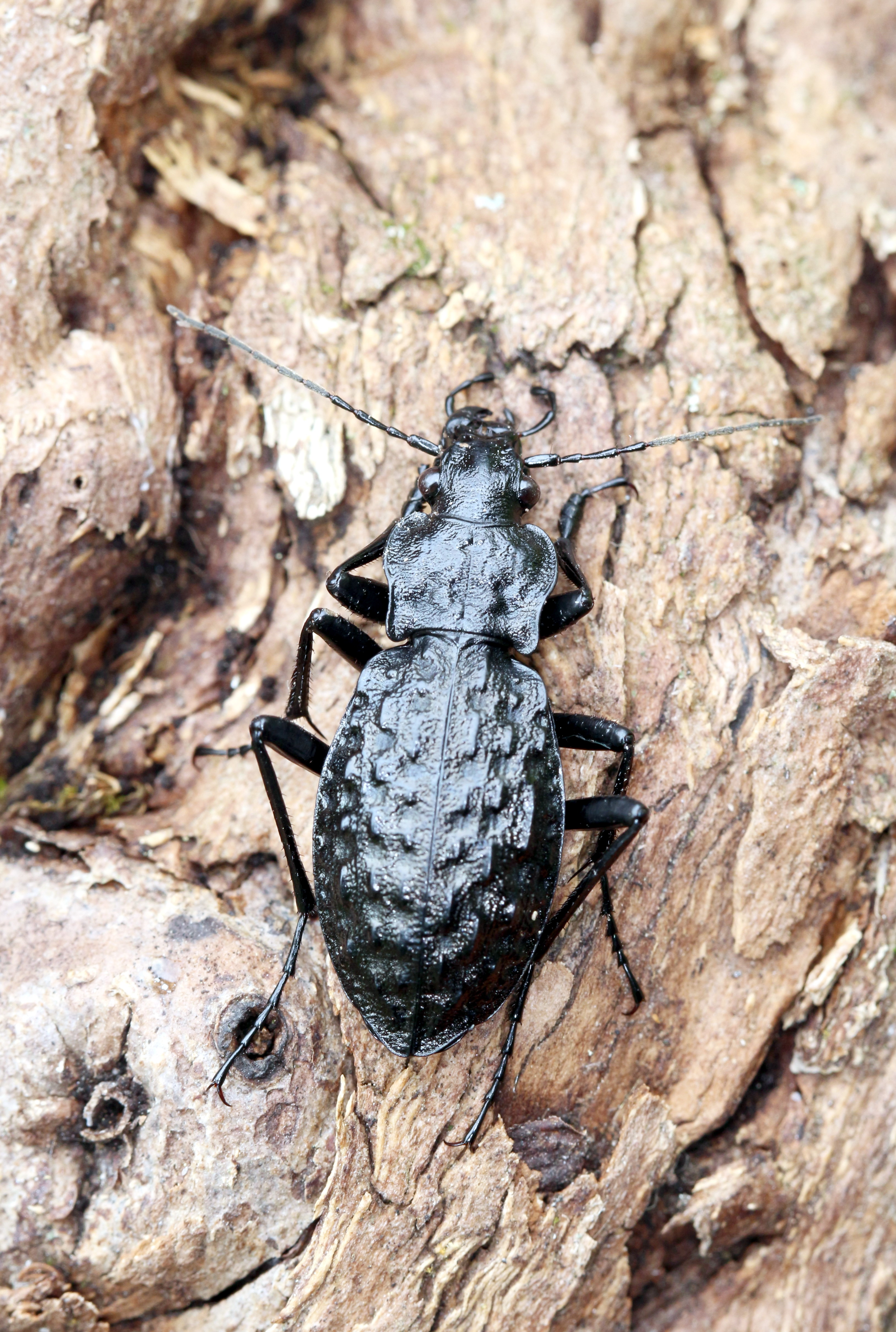
Carabus variolosus F. — Кузійське відділення Карпатського біосферного заповідника.

Турун мінливий (Carabus (Hygrocarabus) variolosus  Fabricius, 1787) — жук-турун чорного кольору з підродини Carabinae який трапляється в країнах Середньої Європи: Болгарія, Чехія, Молдова, Польща, Румунія, Словаччина,  Україна,.
В Україні — лише західна частина, Західне Поділля, у Карпатах: Передкарпаття, Бескиди, Ґоргани, Мармароси, Чорногора, Свидовець, Красна, Боржава, Рівна, Вулканічний хребет i Закарпатська низовина. Звичайний у поясах букових i ялинових лісів, заходить у субальпіку. Гігрофіл. Живе у вологих i мокрих місцях біля потоків.

## Біономія
Копуляція спостерігалася 8.5.1988 році (Боржава: пояс букових лісів, 1 пара).
Сформовані яйця знайдені у самиць із першої декади травня 8.5.1988 р. (Бескиди: пояс букових лісів, копулююча самиця) до першої декади червня 10.6.1986 року (Красна: пояс букових лісів). У самиць було до 7 сформованих, а разом з неповністю сформованими — до 10 яєць.
Імаго відмічені з 21 червня по 14 липня.

## Охорона
Вид занесений до Директиви Європейського Союзу 92/43/ЄС «Про збереження природних оселищ та видів природної фауни і флори» (Додаток II. Види рослин і тварин, що становлять особливий інтерес для Європейського Союзу, збереження яких потребує створення територій особливої охорони. Додаток IV. Види рослин і тварин, що становлять особливий інтерес для Європейського Союзу, які потребують суворих заходів охорони).